# 목로주점

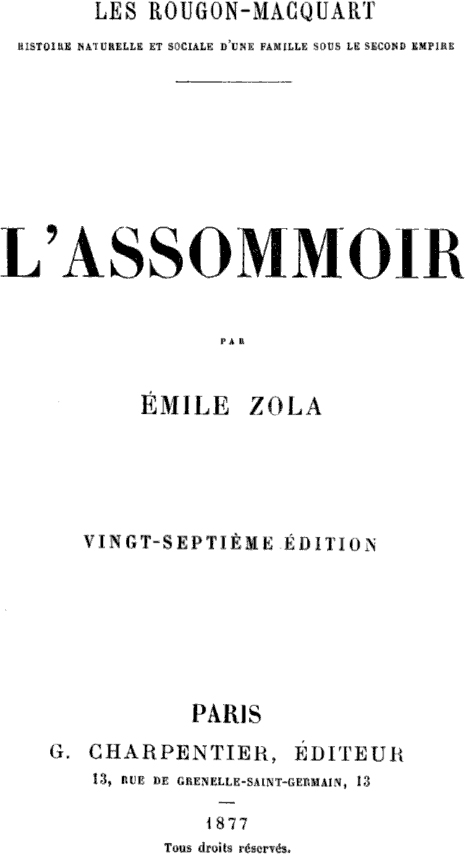

《목로주점》(L'Assommoir)은 에밀 졸라의 1877년 장편소설이다.
〈루공 마카르〉 총서의 제7권. 부도덕하고 외설이란 강렬한 비난이 있었으나 많은 식자가 처음으로 졸라의 우수한 재능을 인정하여 대가의 계열에 세웠고 동시에 이 성공으로 자연주의 문학을 확립하여 전성기를 연 작품이다.
주인공 제르베즈는 애인 랑티에와 파리에 나오자 곧 그녀를 버린다. 두 아들을 거느린 채 빨래하는 일을 해나가다가 양철장이 쿠포의 구혼으로 결혼을 한다. 맞벌이를 하면서 즐겁게 지내다가 남편이 지붕에서 떨어져 큰 상처를 입고 그로인해 음주벽이 생겨 비뚤어지면서 집안은 곧 기울어 결국 남편은 알콜 중독 때문에 미쳐 죽고 아내도 아사(餓死)한다. 파리의 비참한 직공들의 희로애락을 잘 묘사한 걸작이다.